# موش پتون
موش پتون (نام علمی: Pattonomys) نام یک سرده از زیرخانواده تیغی‌موشیان است.